# ألفونسو دي لا كروز
ألفونسو دي لا كروز (بالإسبانية: Alfonso de la Cruz)‏ (17 يوليو 1986 في إسبانيا - ) هو لاعب كرة قدم إسباني في مركز الدفاع. لعب مع نادي ديبورتيفو طليطلة.

## وصلات خارجية
- ألفونسو دي لا كروز على موقع قاعدة بيانات كرة القدم.إي يو (الإنجليزية)
- ألفونسو دي لا كروز على موقع Soccerway.com (الإنجليزية)